# قالب بناء

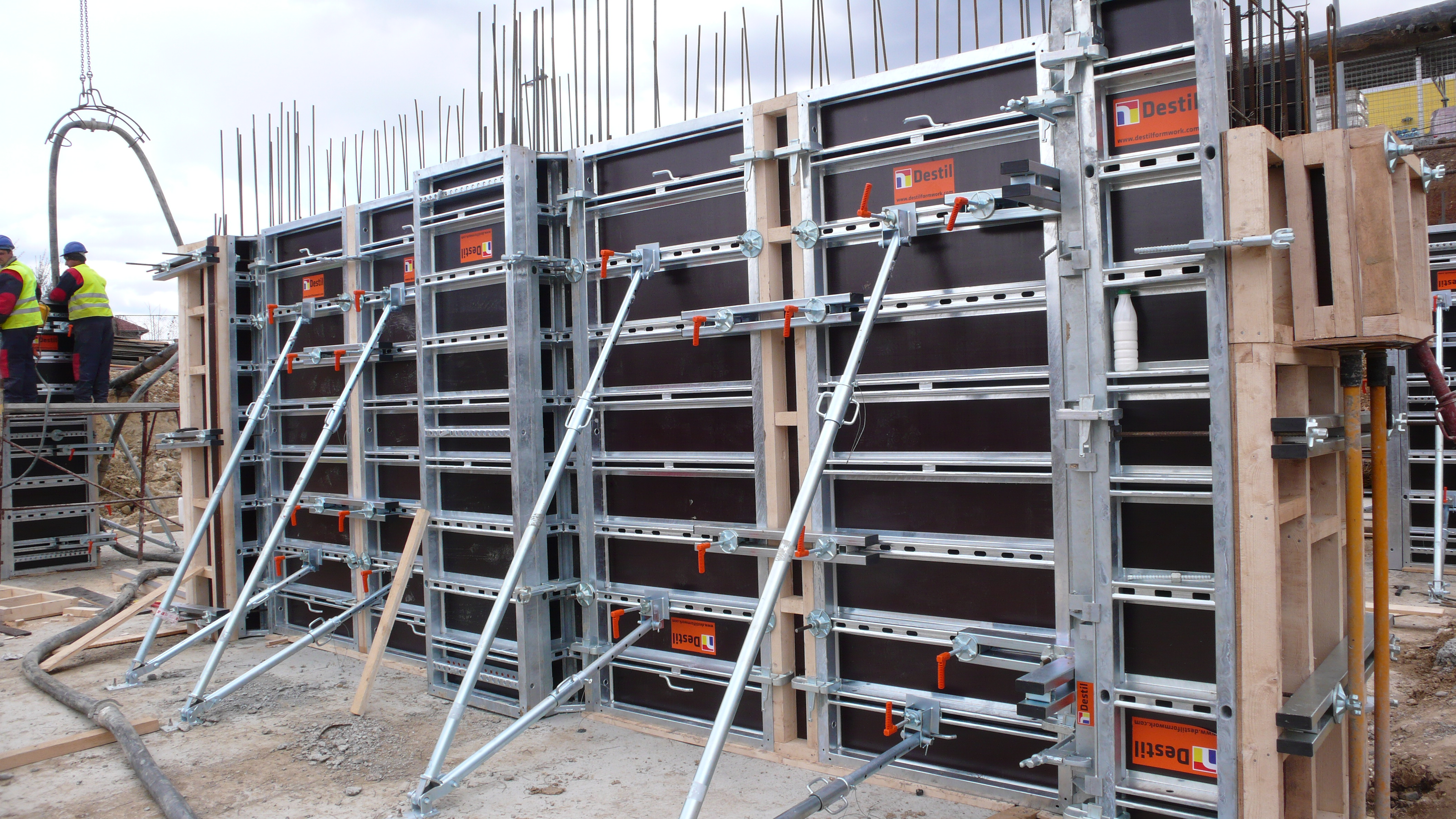
إطارات صندقة.

قالب بناء أو صندقة أو كوفراج (من اللغة الفرنسية (بالفرنسية: Coffrage)‏) قالب يهدف إلى تثبيت مادة مخصصة للبناء في مكانها حتى تصبح جامدة وذاتية الدعم، إما عن طريق التثبيت أو التجفيف (في حالة الخرسانة والتربة المدكوكة)، أو عن طريق قيود مادية أخرى (في حالة تجميع الأحجار وتتبيت القبو). الغرض من القوالب هو إنتاج هياكل ذات أشكال محددة طبقًا للسطح الداخلي للقوالب.

## أدوار القوالب

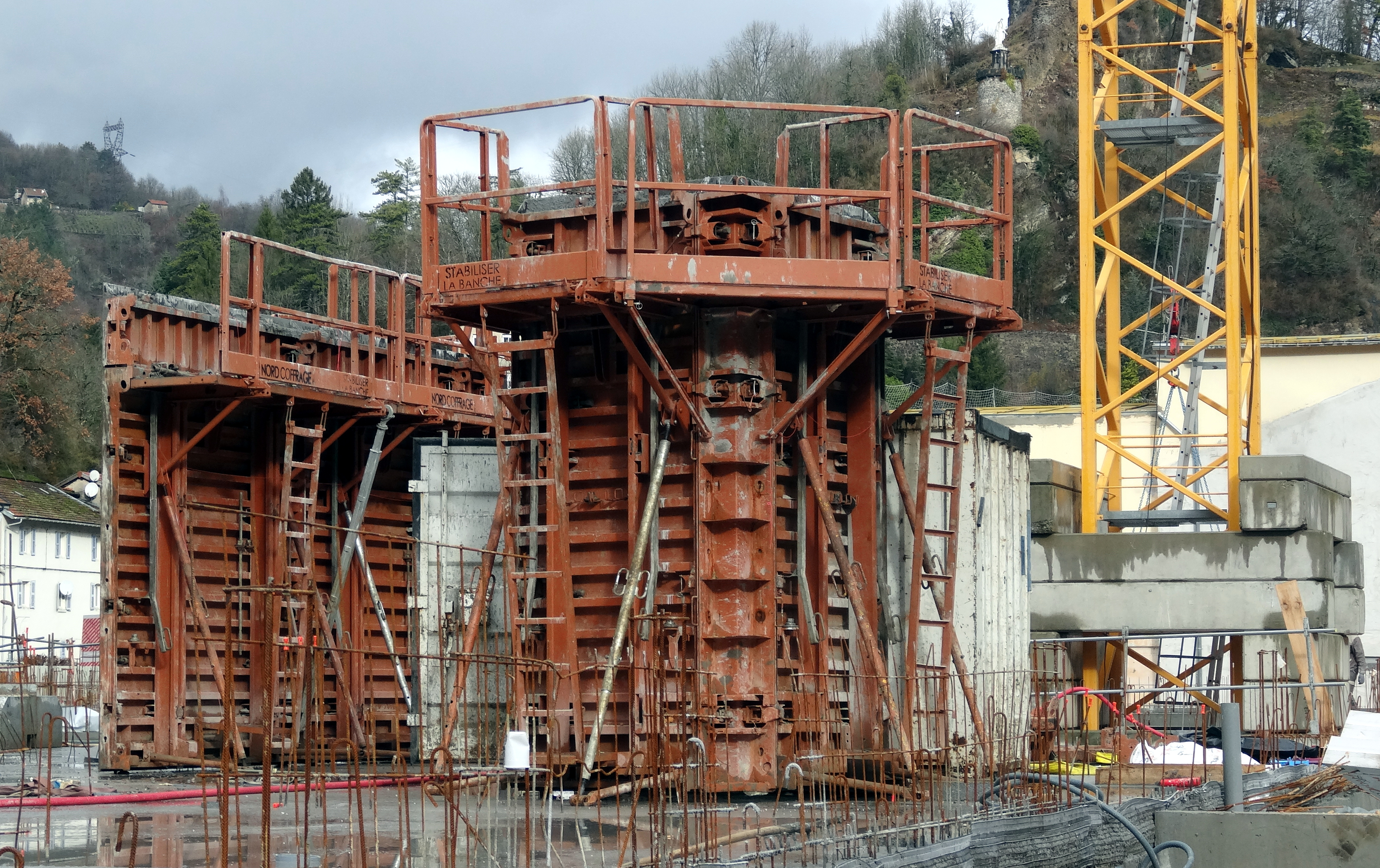
أشكال القوالب المخصصة لصب الجدران بزاوية قائمة.

تستخدم القوالب بشكل عام بصفة مؤقتة، وتعمل على الحفاظ على المادة، من لحظة تحضيرها حتى وضعها، لإعطائها الشكل المطلوب وبالتالي ضمان حالة سطحها النهائية.

## اختيار القوالب
الأشياء التي يجب أخذها في الاعتبار عند اختيار نوع القوالب هي:
- الاقتصاد: الهادف إلى الاستدامة / الإهلاك (يمثل 40 إلى 60٪ من سعر الصفائح)
- التكيف مع الأنماط والأشكال المخطط لها
- سهولة التركيب والتعديل
- التوفر عليها ضمن المقاولة أو في الورشة
- وزن القوالب وبالتالي هل تتطلب وسائل رفع أم لا
- سلامة الموظف أثناء مراحل التصفيح والتعزيز وصب الخرسانة.[6][7][8]
- البطانة المراد الحصول عليها (خرسانة خام، نظيفة، مطلية، مؤمنة، معمارية. . . )
- حسب مواصفات العقد الموقع
- إمكانيات إعادة الاستخدام (الاستدامة)
- معدل الدوران

هناك قوالب صب رخيصة الثمن تتمثل في ألواح الصنوبر بسمك 27 ملمتر وبطول 3 متر أو أكثر. ولكن من أجل الحصول على سطح أملس على الخرسانة المقولبة، يوصى باستخدام الخشب الرقائقي - مع مسامير ولا يوصى باستخدام مسامير مع ألواح الصنوبر.

## أثناء القوالب
يجب فحص عدة نقاط خلال قولبة الخرسانة من أجل ضمان الجودة المطلوبة. يجب وضع الخرسانة في قولب متينة ذات أبعاد صحيحة مع تركيب حديد التسليح بشكل صحيح. المعدات المستخدمة لصب الخرسانة تهدف لمنع الخرسانة من التشتت أثناء التجفيف (المعالجة).
ولهذا السبب يجب علينا أولاً إعداد خطة من أجل صب الخرسانة، وقد تكون هذه الخطة وثيقة مرجعية أعدها مهندسون معماريون من أجل تحديد نوع هيكل العمل. يجب أن يأخذ المهندسون عدة نقاط فنية في الاعتبار عند حساب القوالب:
لعناصر التصميم:
- الوزن الذاتي لمكونات القوالب.
- الوزن الذاتي للخرسانة.

للعناصر العمودية:
- ضغط الخرسانة (المقصود: الضغط الغير هيدروستاتيكي، إلا في حالة القوالب المخصصة لأعمدة السرايا)
- الرياح

عناصر أخرى:
- التبات: القيود وعلى وجه الخصوص الدعائم
- تشوهات ناتجة عن تحرك الخرسانة (مهم جدًا)
- جودة التبطين: تقليل الشقوق، فقاعات محدودة ، سطح أملس (التقليل من بقايا الإسمنت)
- الوضعية: الأفقية والعمودية
- الوضع الصحيح بالنسبة لتسليح الحديد (2 سم على الأقل)،
- الحماية الأمنية، ممر الخدمة، السلالم ، الدرابزين

تعد خطة القوالب مهمة جدًا أيضًا من أجل ضمان سلامة عمال القوالب. بسبب التخطيط السيئ يمكن أن ينهار القالب مما يتسبب في وقوع حوادث وتأخير في العمل.

## معدات صندقة

### خلاطة الخرسانة المتنقلة
تتكون من شاحنة أو مقطورة تحتوي على عدة أقسام حيث يتم تخزين المكونات المختلفة للخرسانة (الماء، الركام الناعم، الركام الخشن، الأسمنت). كل هذا يسمح بتحضير الخرسانة مرة واحدة في موقع البناء وبالتالي الحصول على نوعية أفضل من الخرسانة.

### صندقة خشبية
القوالب الخشبية هي الأكثر استعمالًا في العالم. يمكن أن تكون القوالب مصنوعة فقط من الخشب حيت يمكن أن تكون مصنوعة من ألواح خشب رقائقي بأبعاد لا تقل عن 2400 مم في الطول وعرض 600 مم. تم تحديد الحد الأدنى لسماكة الألواح عند 15 مم حتى لا تتشوه الألواح. هناك حقيقة مهمة يجب ملاحظتها وهي أنه لا يمكن استخدام الخشب إلا مرة واحدة.

### صندقة معدنية
تُستخدم القوالب المعدنية بشكل أساسي في الأوراش الكبرى ولإنشاء أعمدة السواري والعوارض. يمكن أيضًا إعادة استخدامها مما يسمح بالسرعة في بناء الهياكل.

## القوالب الخرسانية العازلة
هي مثالية للأقبية، حيث تسمح هذه التقنية الجديدة بأشكال معيارية صلبة باستعمال البوليسترين. حيث تُترك أشكال البوليسترين في مكانها، بعد صب الخرسانة، مما يوفر عزلًا حراريًا. تعمل هذه التقنية على تحسين الراحة واقتصاد الطاقة.

## الهياكل الشاهقة
لإنشاء المباني الشاهقة (أرصفة الجسور، المآذن، الصوامع، المداخن، الهوائيات، الأبراج ...)، يمكن تنفيذ تقنيات محددة، على سبيل المثال:
- قوالب تصاعدية؛
- صندقة ذاتية التسلق؛
- صندقة شبه متسلقة؛
- قوالب منزلقة.

## ألواح صب الخرسانة العمودية
التعريف ( المعيار NF-P-93-350): "ألواح القوالب الرأسية هي أدوات صب الخرسانة التي بوضعها وجهًا لوجه تتشكل الجدران.
غالبًا ما يتم إدخالها في عملية تبديل القوالب أثناء دورات البناء، ويمكن تزويدها بملحقات تحت القمة والتمديدات. الدورة سلسلة كاملة من العمليات والوضعيات التي تتبع بعضها البعض بترتيب محدد، والتي تتكرر بطريقة مماثلة. إنها تشكل مركز لعملية البناء ويجب أن تضمن كأداة سلامة الناس ."
في ما يخص السماكة؛ تتوفر الألواح المعدنية العمودية بأوجه معدنية بسمك 4 مم أو 5 مم .

## معرض الصور

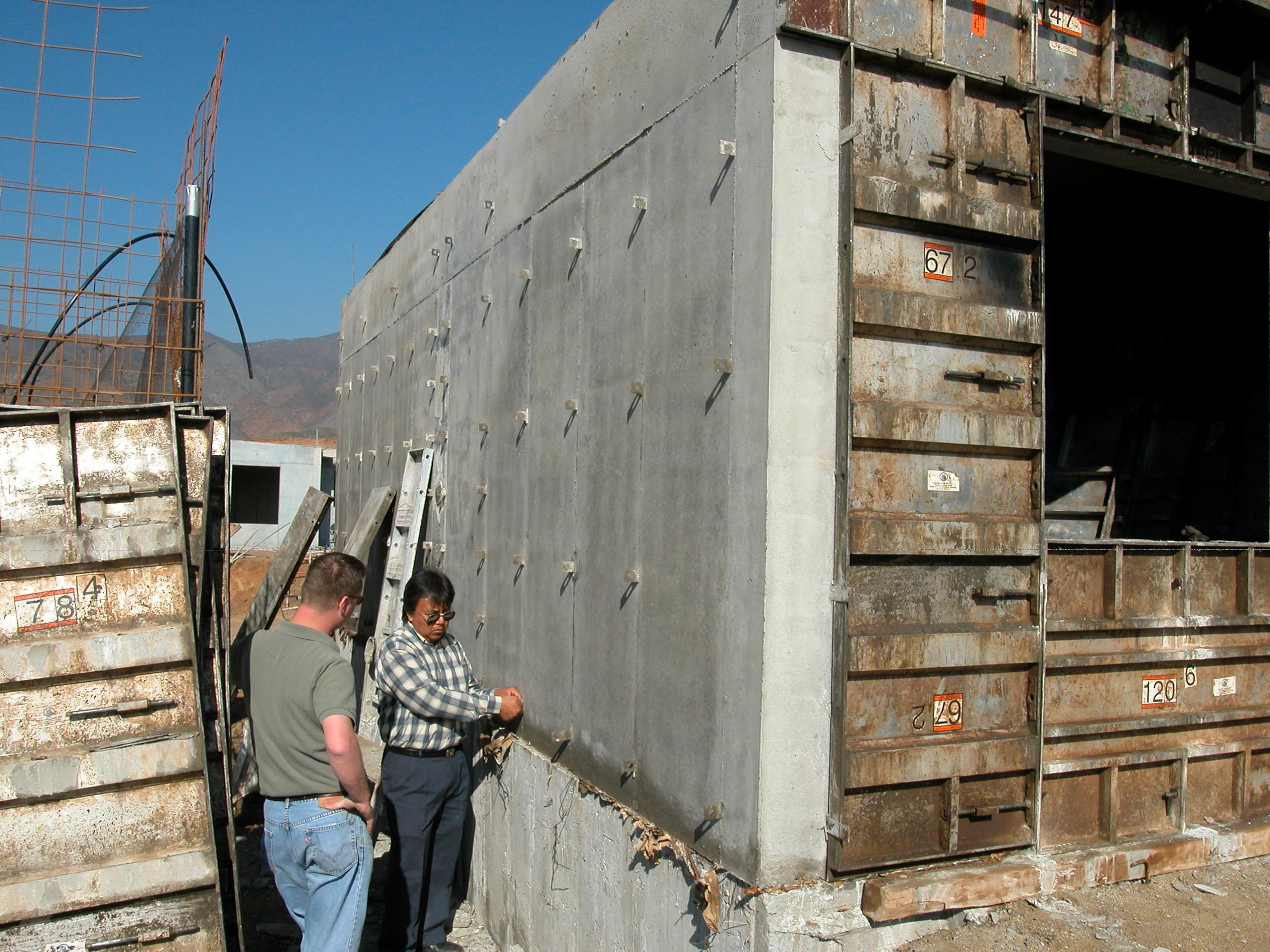
ازالة القوالب لكشف الخرسانة
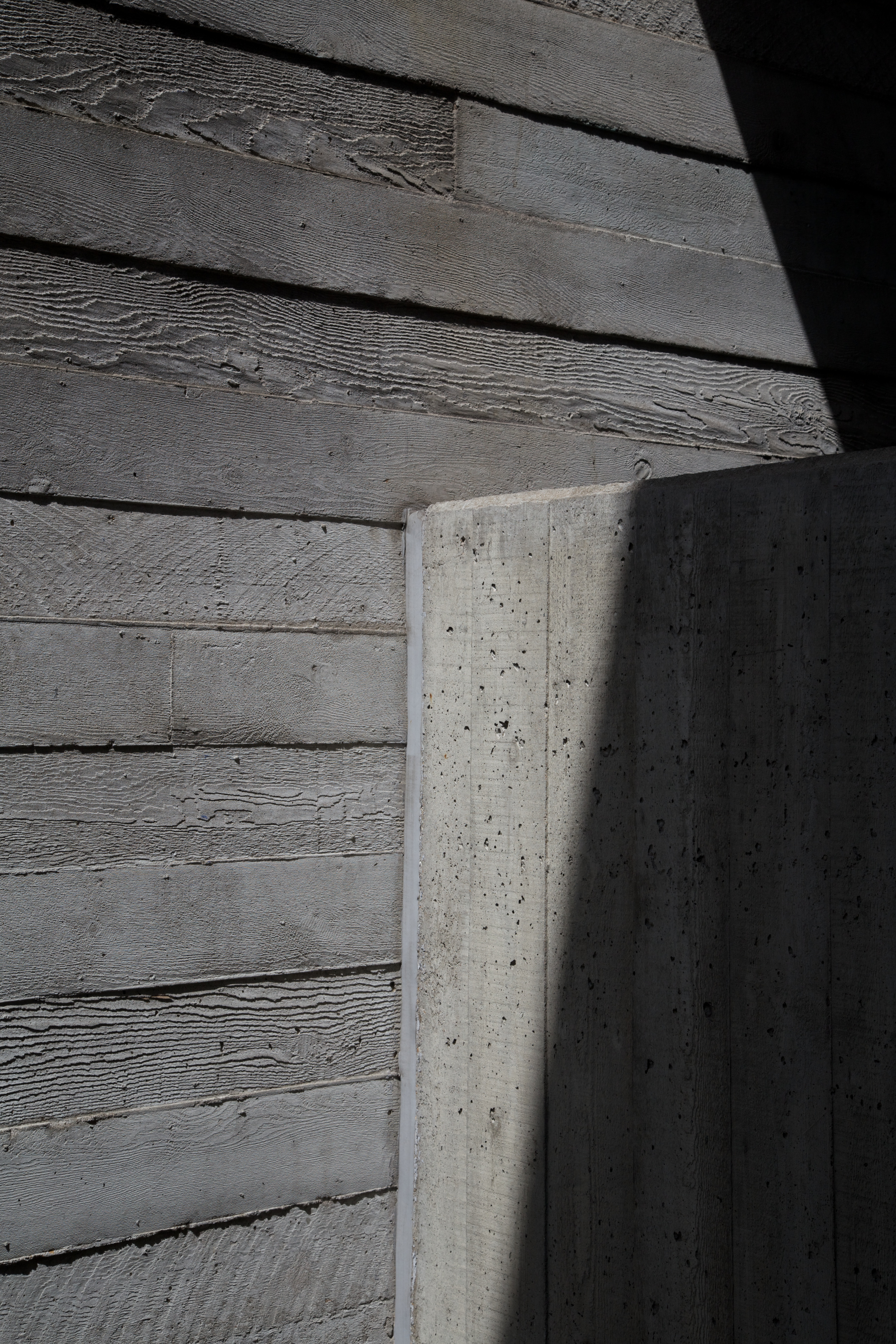
بالنظر للهيكل الخرساني للمسرح الملكي الوطني في لندن يظهر جليًا استعمال الأخشاب
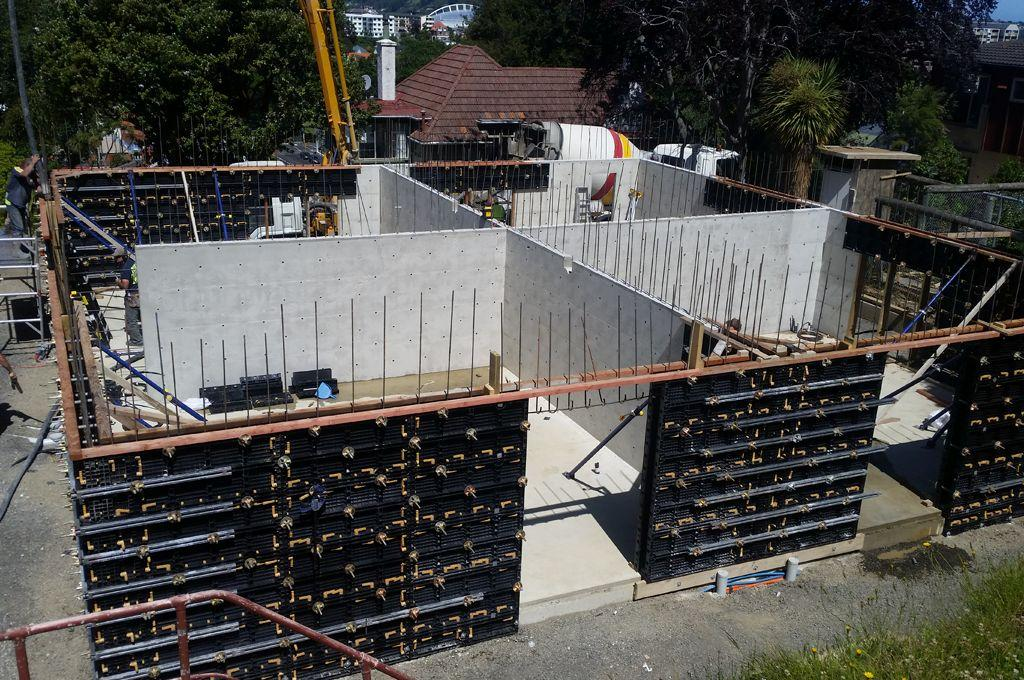
صب الخرسانة البلاستيكية لإقامة الجدارن المتقاطعة
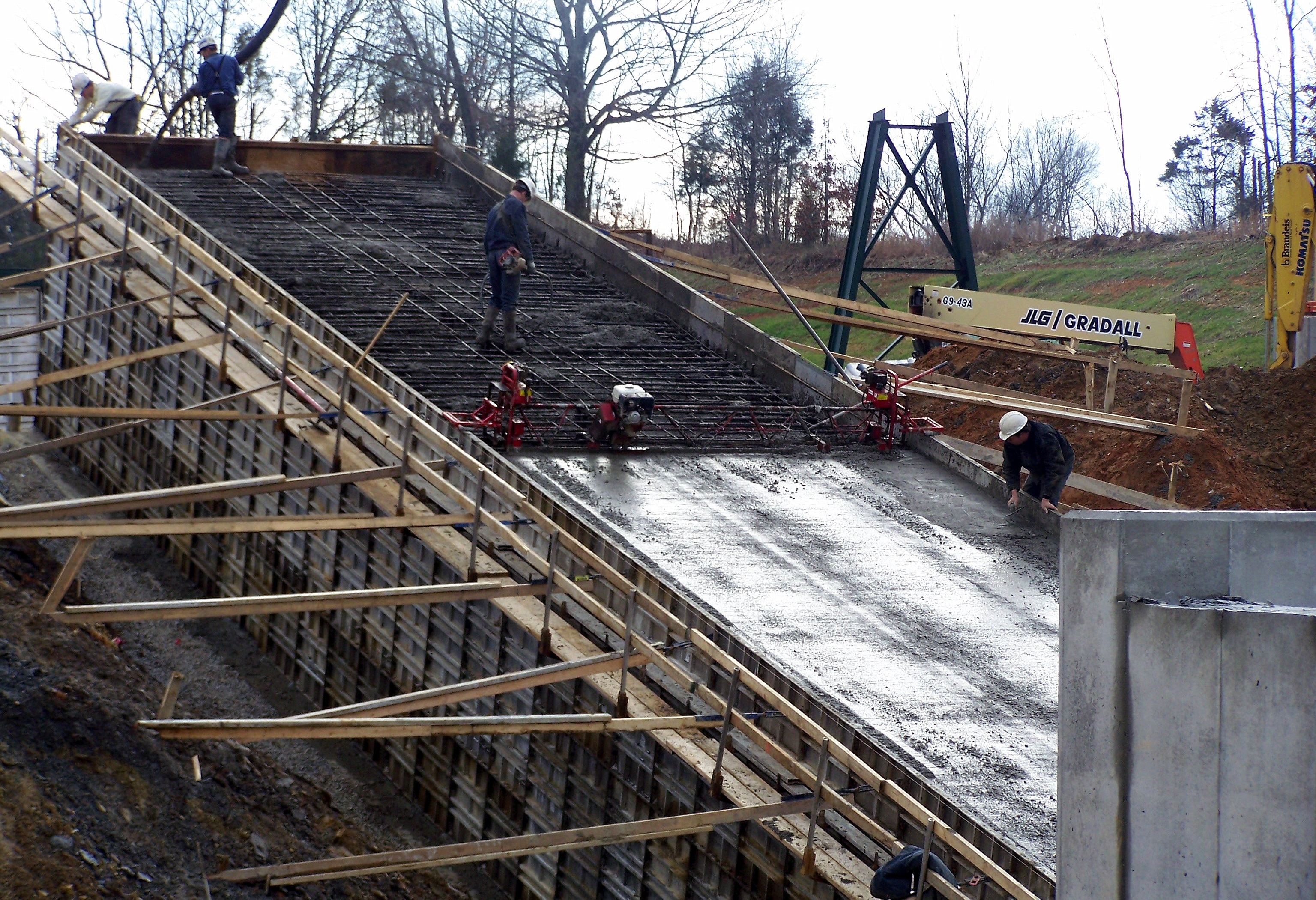
نفق فحم تم تشييده باستخدام قوالب خرسانية يدوية من الألومنيوم
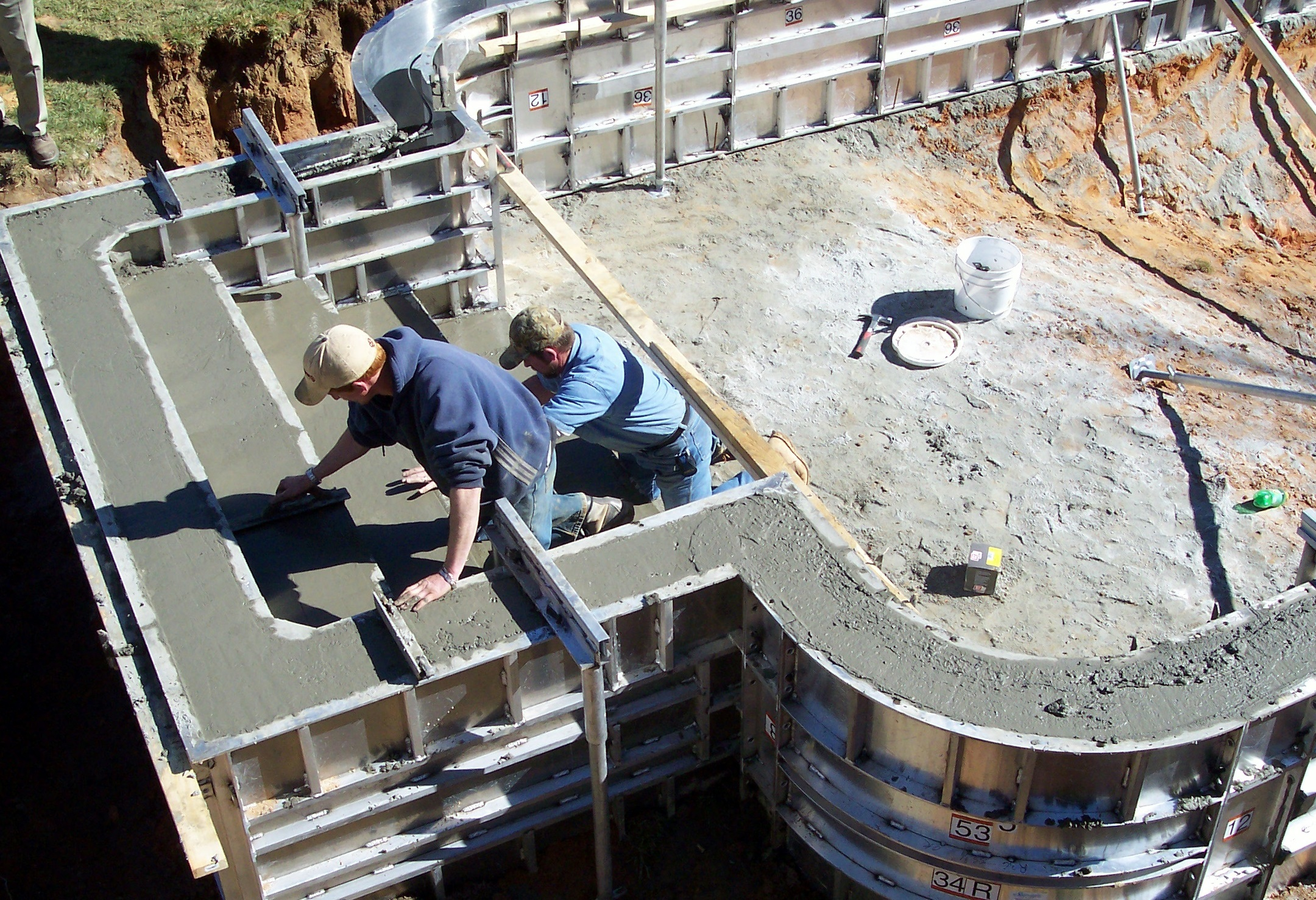
بناء المسابح الخرسانية باستخدام قوالب الخرسانة المصنوعة من الألومنيوم
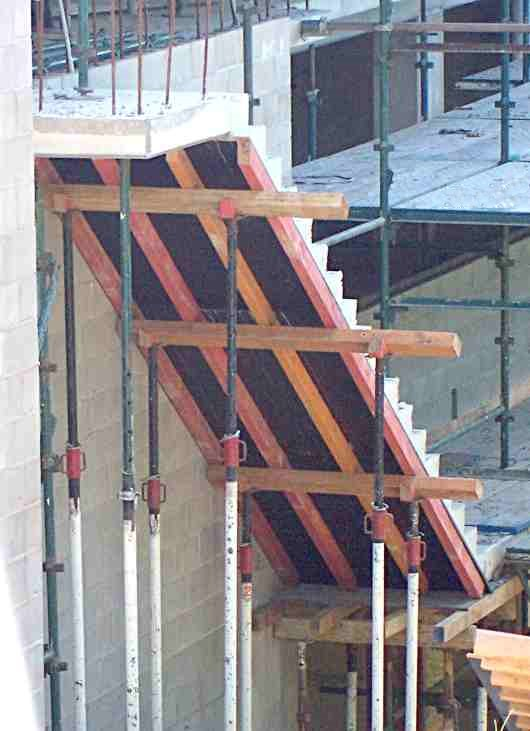
صندقة من الأسفل إلى مجموعة من السلالم الخرسانية
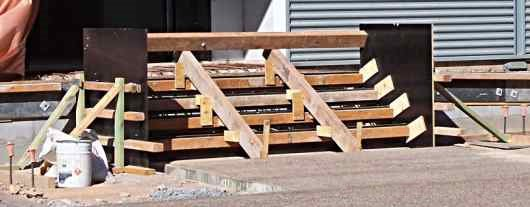
صندقة ستاير توضح استخدام الدعامات القوية لدعم المصاريع الصاعدة
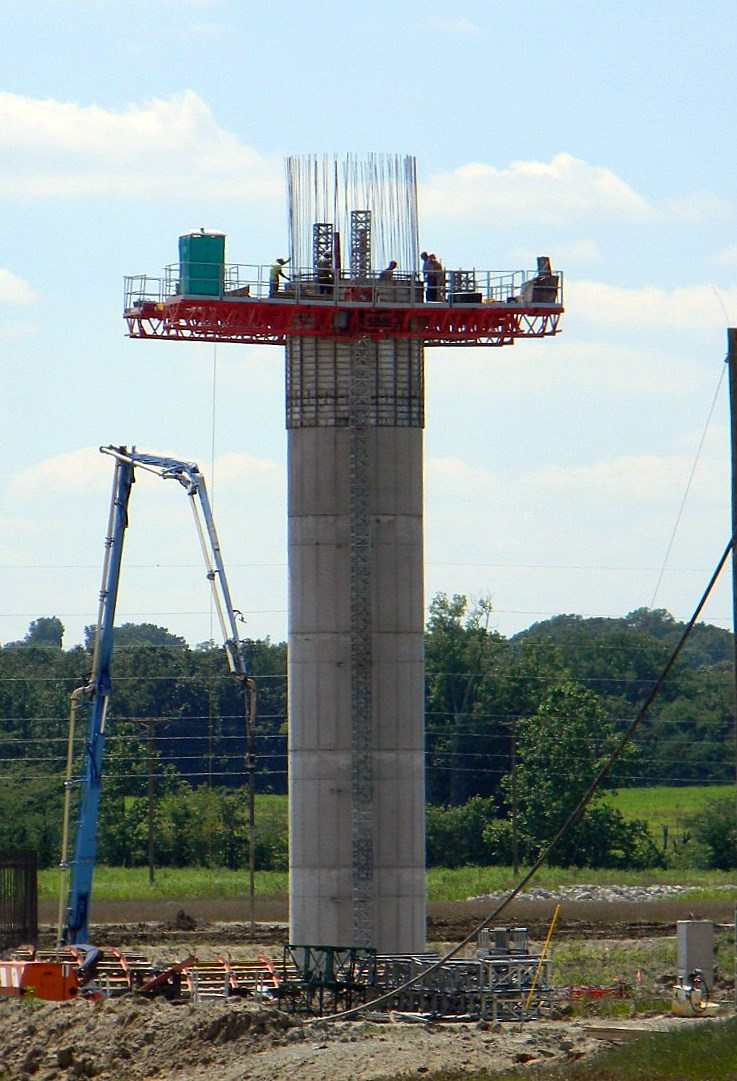
بناء صوامع الفحم باستخدام صب الخرسانة في نصف القطر
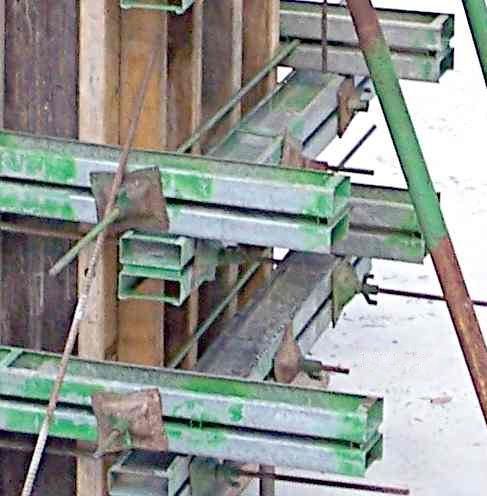
مشاة فولاذية مزدوجة ومسامير ربط تستخدم لتأمين أشكال الجدار
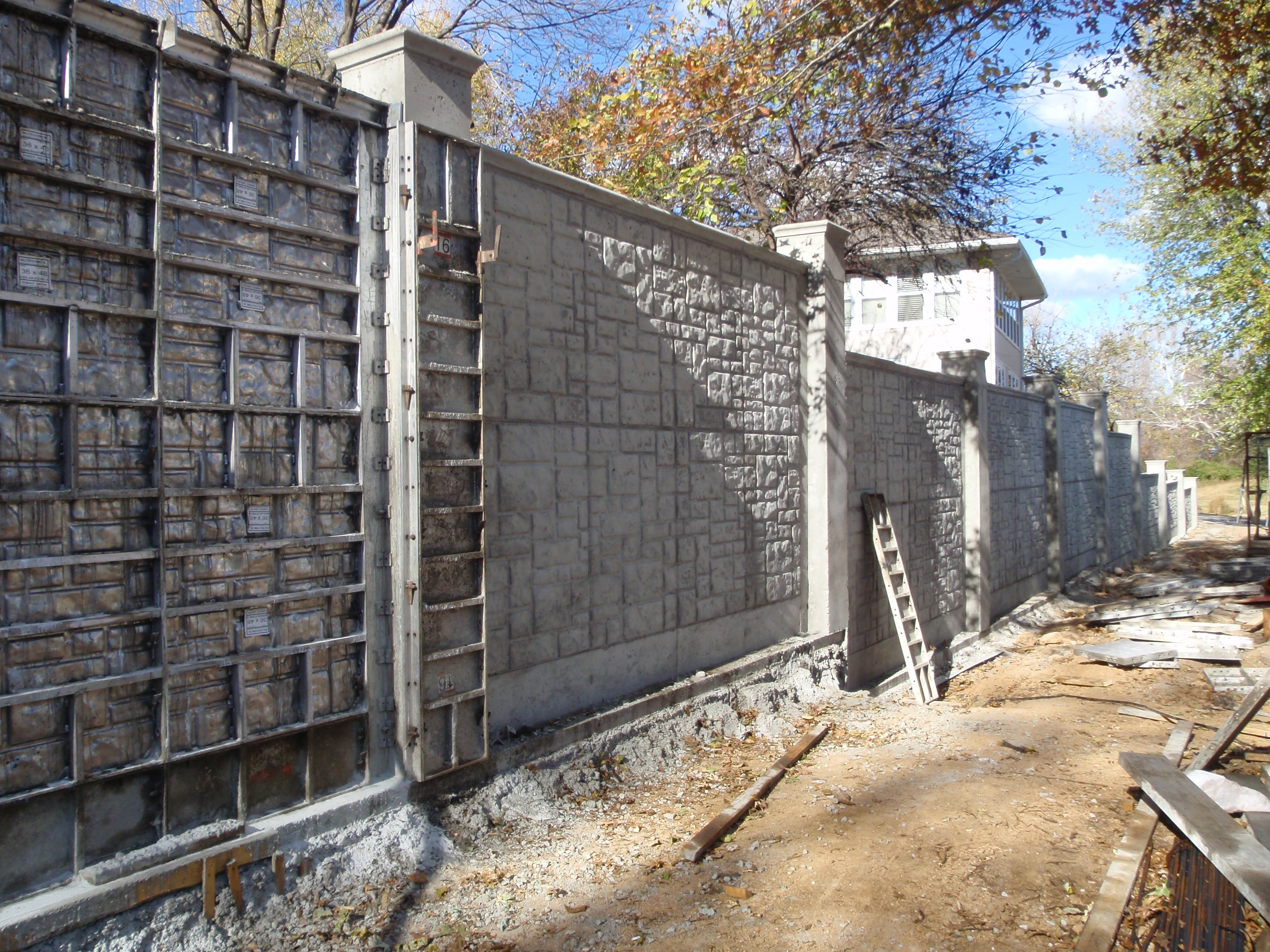
بناء سياج خرساني باستخدام قوالب الخرسانة المصنوعة من الألومنيوم
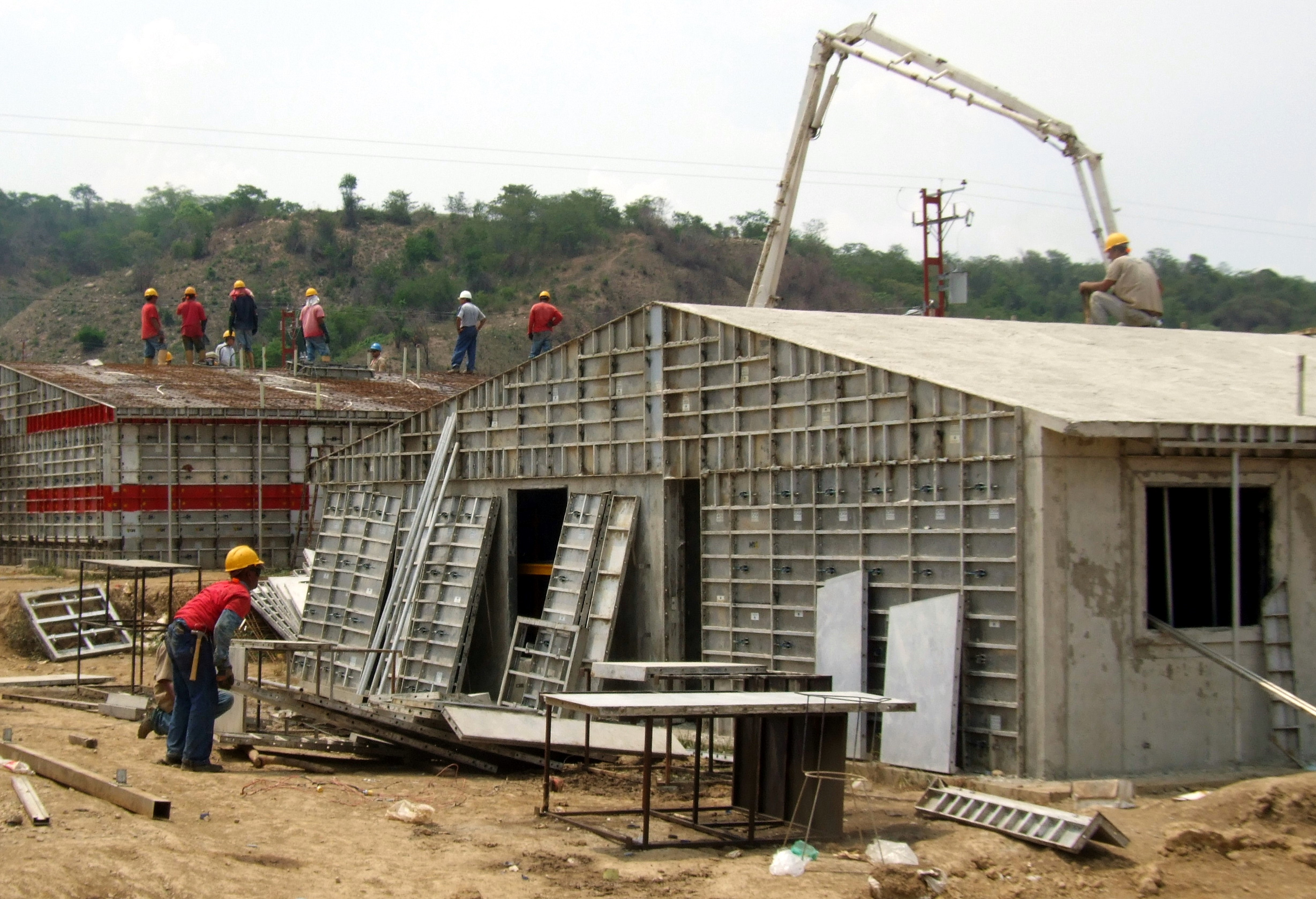
بناء المساكن الخرسانية في فنزويلا باستخدام صب الخرسانة في القوالب المصنوعة من الألومنيوم
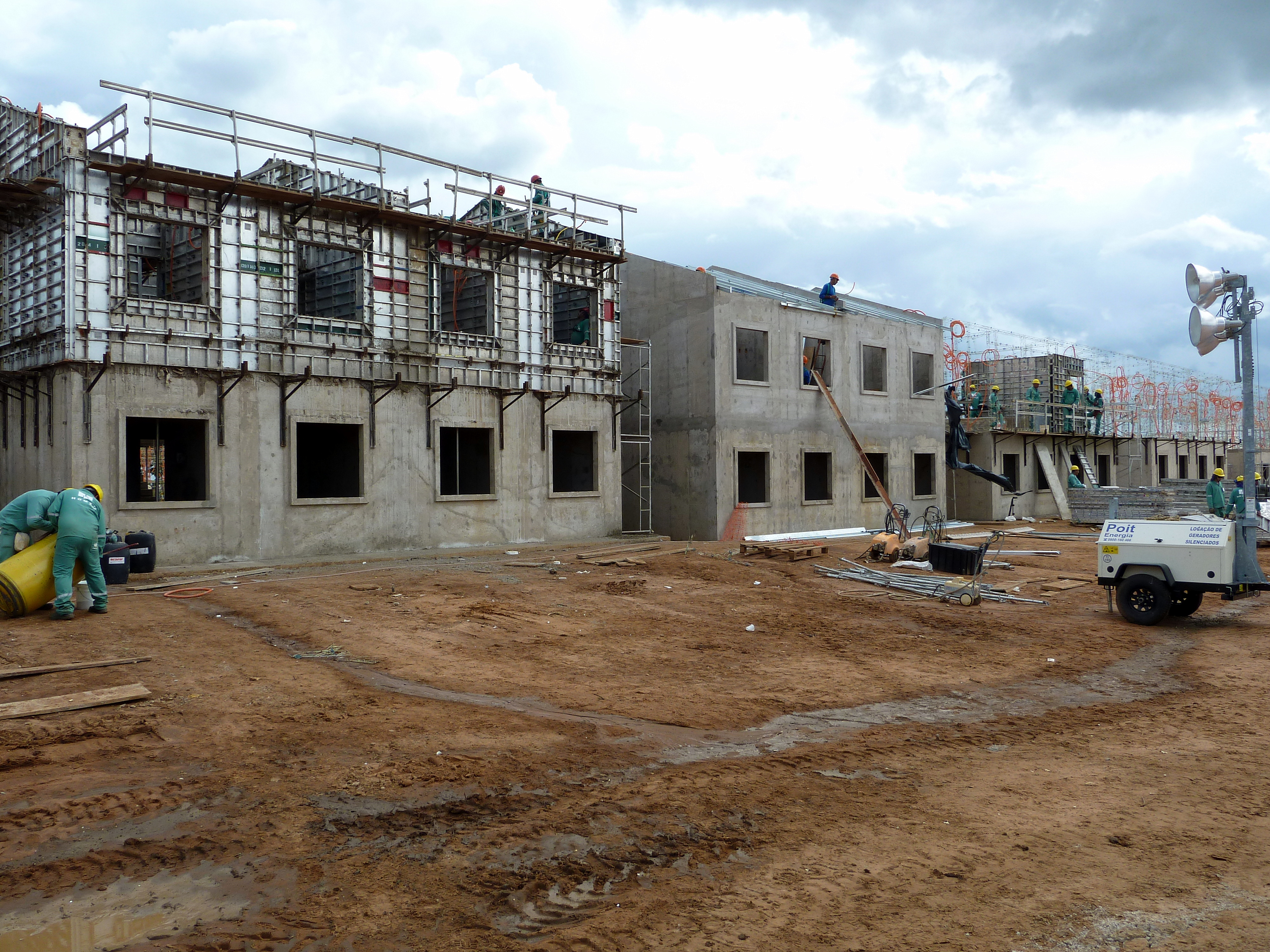
البناء الخرساني في البرازيل باستخدام قوالب الخرسانة المصنوعة من الألومنيوم
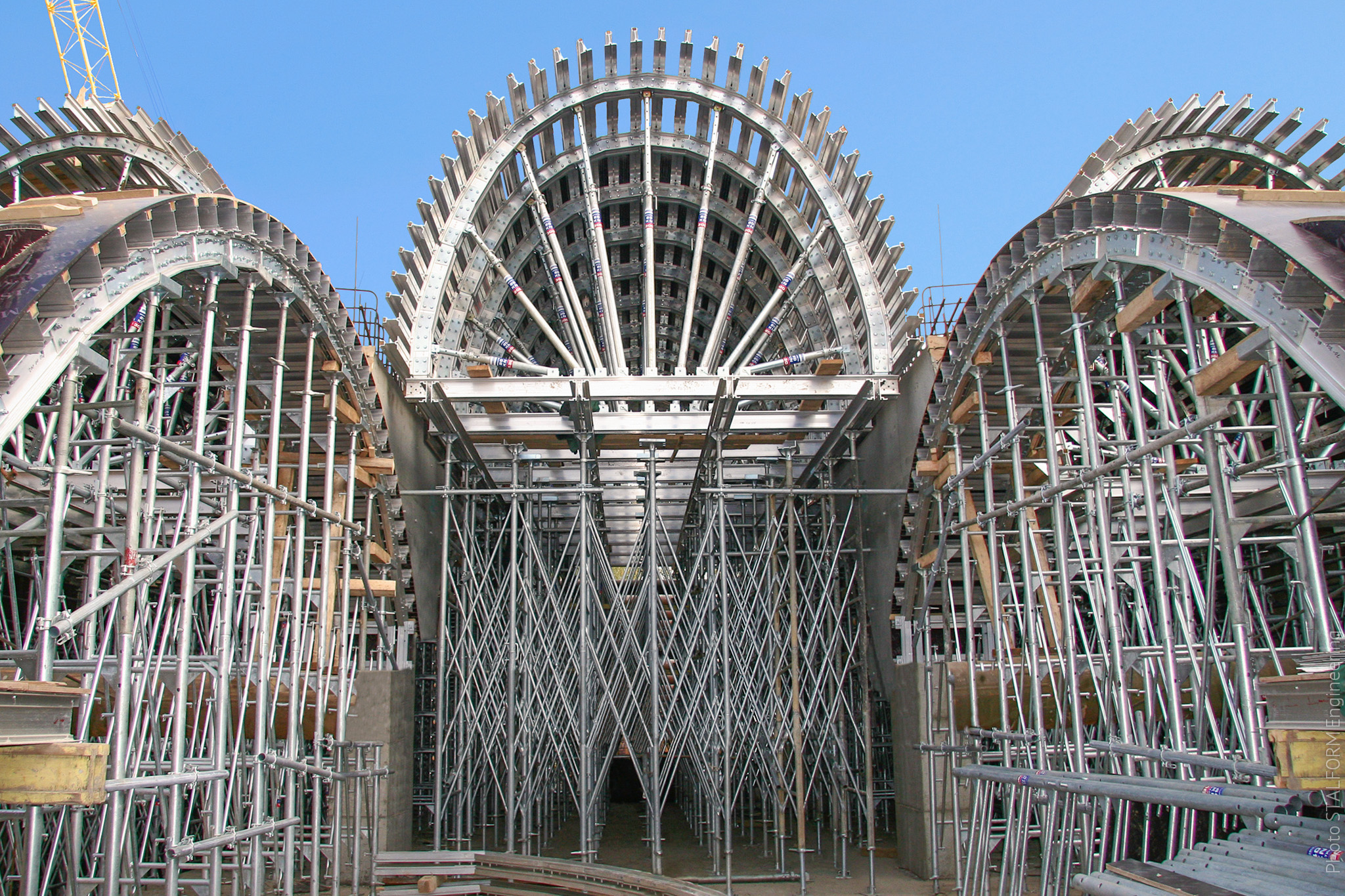
البناء الخرساني في مترو موسكو باستخدام صب الخرسانة الخاصة في قوالب الألومنيوم
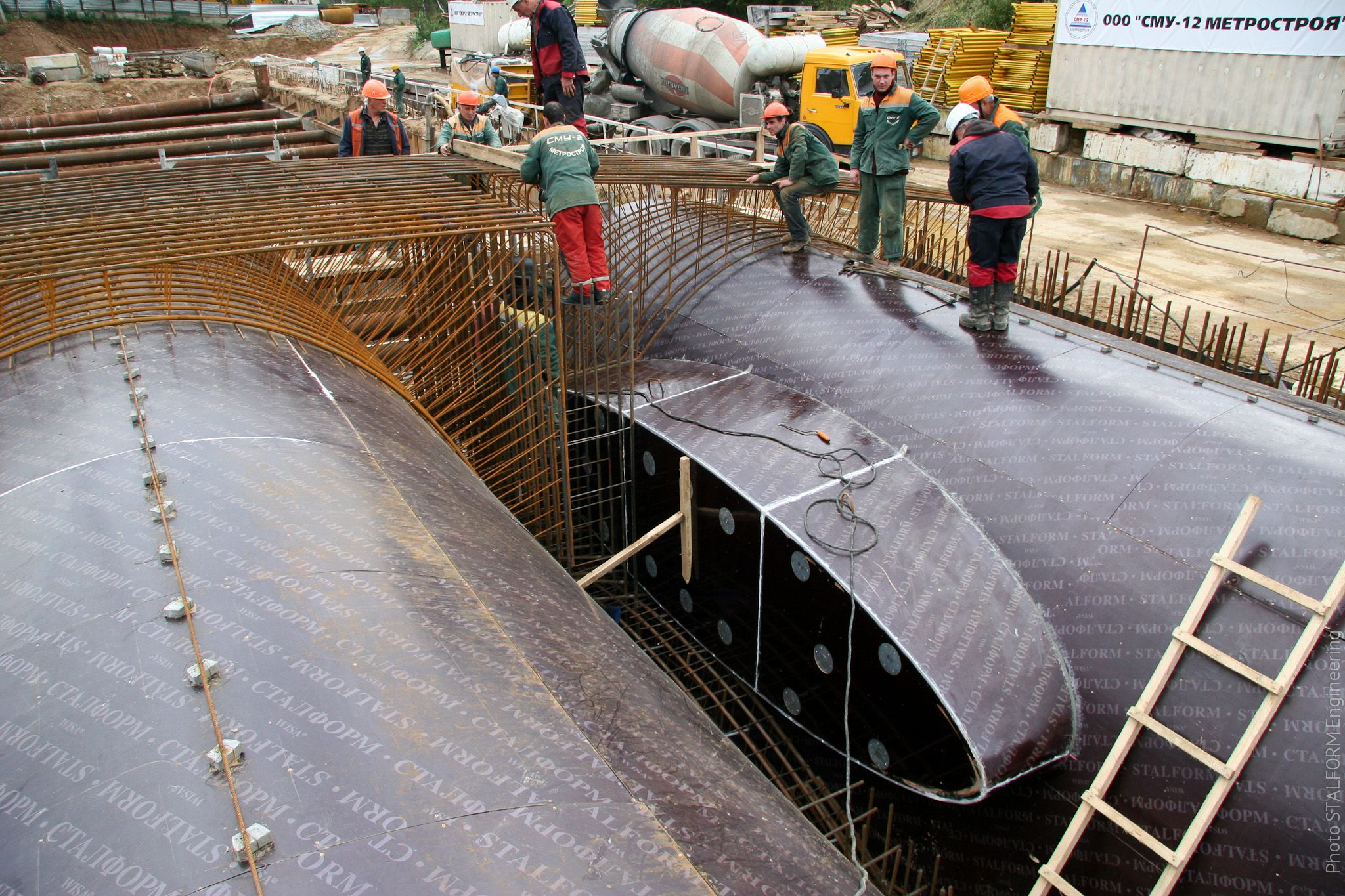
نظام القوالب الهندسية في مترو موسكو
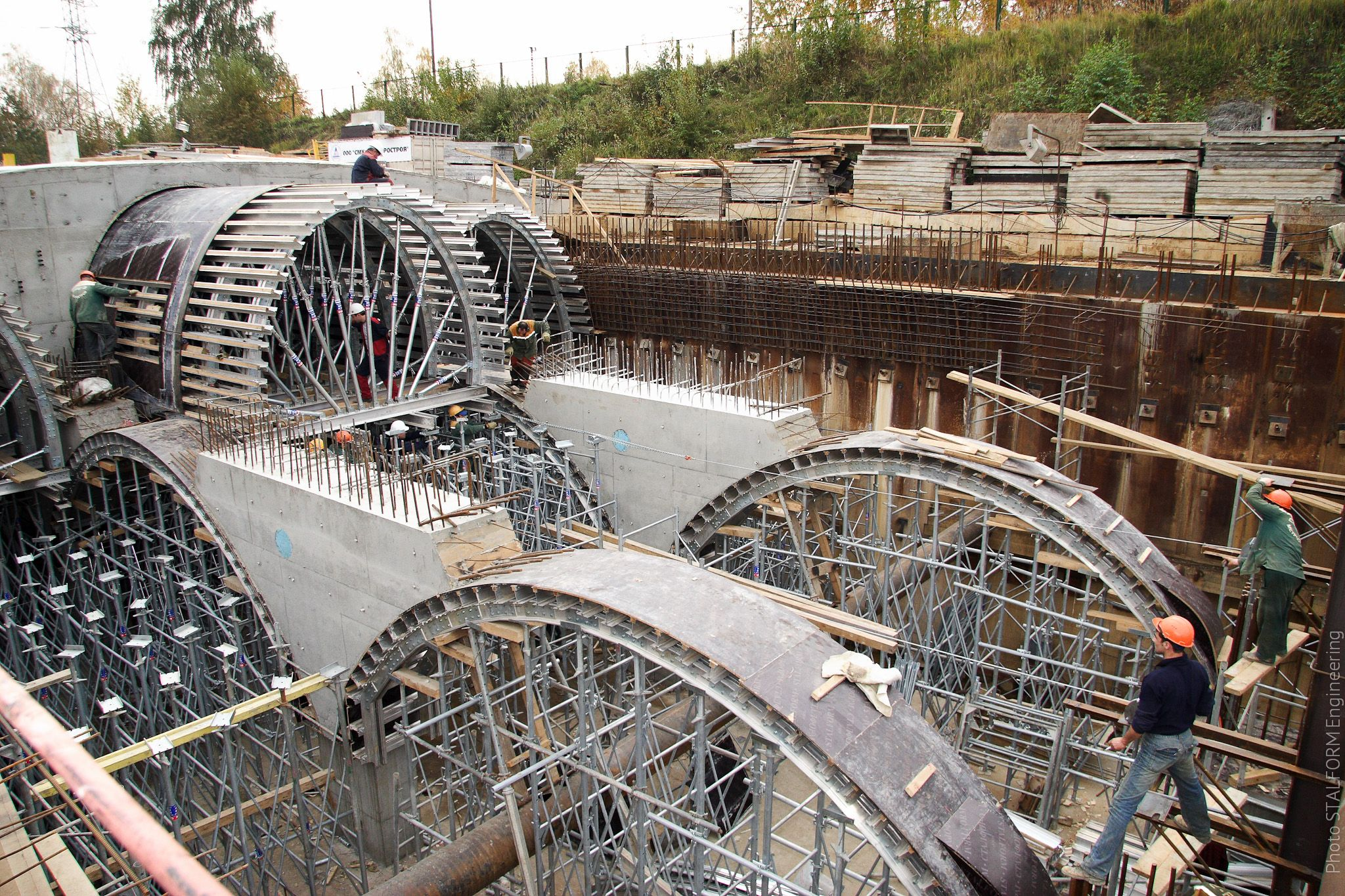
نظام القوالب الهندسية في مترو موسكو
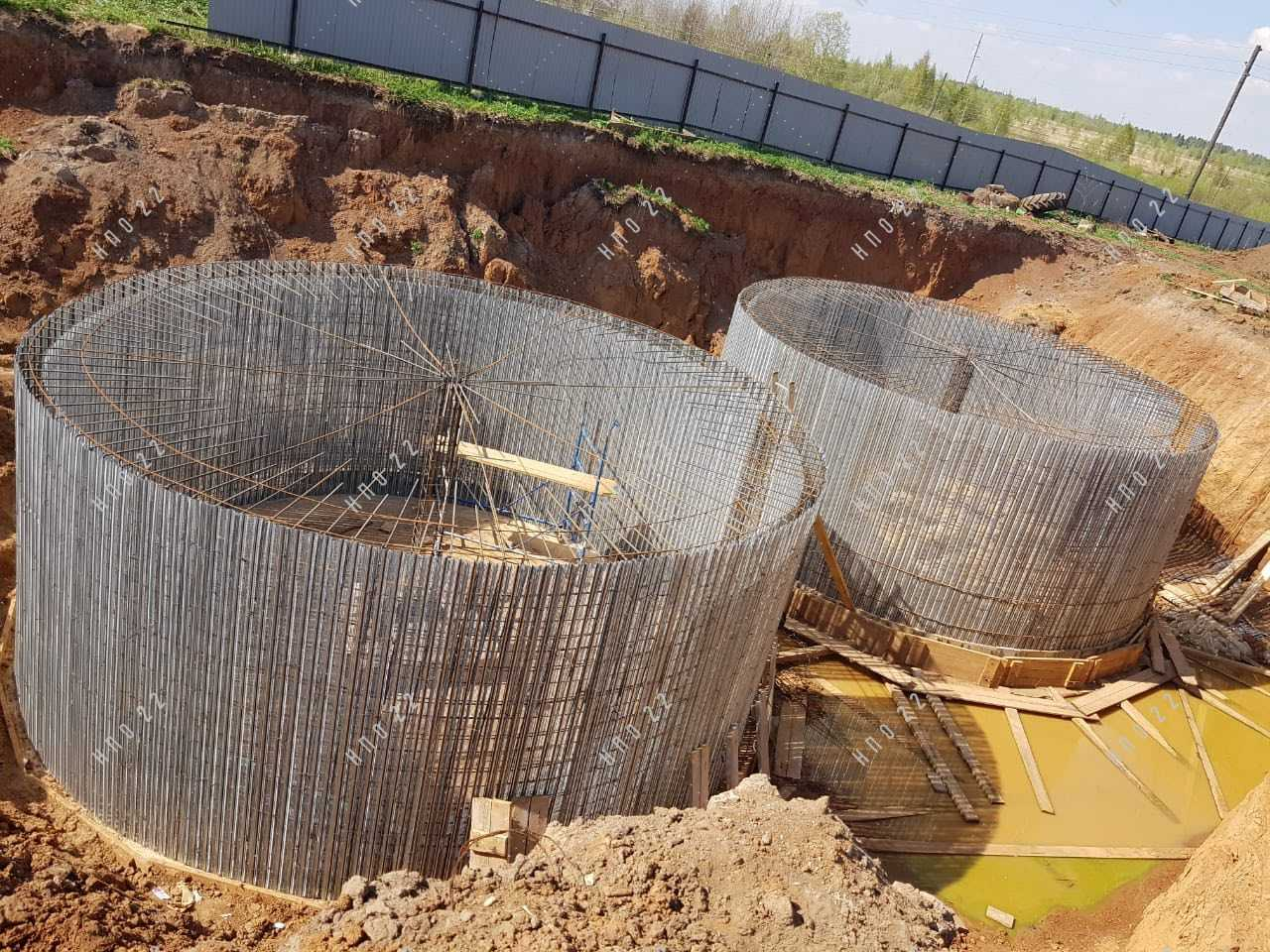
بناء المسابح باستخدام نظام صب الخرسانة المرن "Proster 21".

## المذكرات و المراجع
1. ↑  "Coffrage - 5 définitions - Encyclopedie". www.encyclopedie.fr. مؤرشف من الأصل في 2018-05-11. اطلع عليه بتاريخ 2020-12-09.
2. ↑  Larousse, Éditions. "Encyclopédie Larousse en ligne - coffrage". www.larousse.fr (بالفرنسية). Archived from the original on 2020-09-28. Retrieved 2020-12-09.
3. ↑  "Dinard. La piscine du Prieuré pourrait rouvrir avant fin octobre". Ouest-France. 24 septembre 2020. مؤرشف من الأصل في 2021-03-29. اطلع عليه بتاريخ 09 décembre 2020. {{استشهاد ويب}}: تحقق من التاريخ في: |تاريخ الوصول= و|تاريخ= (مساعدة)
4. ↑  "Choisir un coffrage : pour quels critères l'opter ?". مؤرشف من الأصل في 2020-11-29. اطلع عليه بتاريخ 2020-12-09.
5. ↑  "Coffrages". Infociments (بالفرنسية). Archived from the original on 2021-05-31. Retrieved 2020-12-09.
6. 1 2  "Rechercher une nouvelle gouvernementale". www.quebec.ca (بالإنجليزية). Archived from the original on 2021-03-27. Retrieved 2020-12-09.
7. 1 2  "Coffrage avec panneaux préfabriqués - rappel des règles de sécurité". www.cnesst.gouv.qc.ca (بالفرنسية). Archived from the original on 2018-12-14. Retrieved 2020-12-09.
8. ↑  "Intégration de la sécurité aux techniques de coffrage du béton dans le secteur de la construction" (PDF). IRSST. Juillet 1987. مؤرشف من الأصل (PDF) في 2013-11-14. اطلع عليه بتاريخ 09 décembre 2020. {{استشهاد ويب}}: تحقق من التاريخ في: |تاريخ الوصول= و|تاريخ= (مساعدة)
9. ↑  "Planche de coffrage - GuideBeton.com". www.guidebeton.com. مؤرشف من الأصل في 2020-07-21. اطلع عليه بتاريخ 2020-12-09.
10. ↑  "MANUEL DE CONSTRUCTION ET DE RÉPARATION DES STRUCTURES". http://collections.banq.qc.ca/. Janvier 2018. مؤرشف من الأصل في 21 أغسطس 2021. اطلع عليه بتاريخ 09 décembre 2020. {{استشهاد ويب}}: تحقق من التاريخ في: |تاريخ الوصول= و|تاريخ= (مساعدة) وروابط خارجية في |موقع= (مساعدة)
11. ↑  "CAHIER D'UTILISATION DU COFFRAGE" (PDF). Échafaudage coffrage etaiement. 2010. مؤرشف من الأصل (PDF) في 14 فبراير 2019. اطلع عليه بتاريخ 09 décembre 2020. {{استشهاد ويب}}: تحقق من التاريخ في: |تاريخ الوصول= (مساعدة)
12. ↑  "Étude de cas 1.3 sur LEEP: Coffrages à béton isolants" (PDF). Ressources naturelles Canada. 2014. مؤرشف من الأصل (PDF) في 11 يوليو 2017. اطلع عليه بتاريخ 09 décembre 2020. {{استشهاد ويب}}: تحقق من التاريخ في: |تاريخ الوصول= (مساعدة)
13. ↑  "Quelle structure choisir ?". www.ecohabitation.com (بالفرنسية). Archived from the original on 2021-01-16. Retrieved 2020-12-09.

## انظر كذلك

### روابط خارجية
- عمل الكوفراج وفقًا لمعايير الهند
- (بالإنجليزية) معجم مصور للمصطلحات المستخدمة في الأنواع المؤقتة لأعمال البناء. صندقة ، سقالات إلخ.

### مقالات ذات صلة
- بناء ذاتي
- صب